# Налепница
Налепница је врста етикете: комад штампаног папира, пластике, винила или другог материјала који се самолепљив са једне стране. Могу се користити за декорацију или у функционалне сврхе, у зависности од ситуације.
Налепнице могу бити различитих облика и величина, а такође се врло разликују и по боји и дизајну. Они се често лепе на предмете као што су различите врсте празних пластичних кутија, папир, ормариће, свеске, зидове, аутомобиле, прозоре… На пример, привремене идентификације су често у форми налепнице.

## Историја
Сматра се да је Реј Стентон Ејвори направио прву самолепљиву налепницу 1935. године.

## Коришћење
Налепнице се врло често користе када предмет захтева идентификацију са неким појмом или идејом. Налепнице произвођача могу бити налепљене на производе да би обележиле ком бренду припадају. Такође се могу користити за описивање карактеристика производа које иначе не би биле очите. Држач налепница често се користи за одвајање лепљиве налепнице од њене кошуљице или траке за подлогу.
Налепнице постављене на браницима аутомобила, магнетне и трајне, појединци често користе као начин демонстрирања подршке политичким или идеолошким идејама. Идентификација регистрације возила и последњи детаљи сервисирања два су примера налепница на унутрашњости већине ветробранских стакала аутомобила. Израз "налепница прозора" се углавном користи за винилне етикете које су залепљене на унутрашњој страни прозора возила, за разлику од водоотпорних налепница које су залепљене са спољашње стране возила, али се могу ставити на било шта.
Налепнице се користе и за улепшавање страница са белешкама. Врсте налепница које се продају у ту сврху укључују акрил, 3Д, картон, тканину, светлуцаве материје, папир и разне врсте пергамента.
Често се дистрибуирају као део промотивних и политичких кампања; на пример, у многим гласачким окрузима у САД-у налепнице које указују на то да је неко гласао дају се сваком гласачу док напуштају бирачко место, углавном као подсетник другима да гласају.
Оснивавши партнерство са ФИФА-ом 1970. године, Панини је први пут издао албум са самолепљивим сличицама за Светско првенство у фудбалу 1970. године. Покретање еуфорије за сакупљање и мењање сличица за време Светског првенства траје од тада и постало је део искуства док траје Првенство, посебно за млађу генерацију. Британски лист Гардијан наводи да је "традиција мењања дупликата била саставни део фудбалских игралишта током 1970-их и 1980-их."
Налепнице на гумама, могу бити привремене или трајне. Могу да садрже слова или графику, а служе да побољшају изглед аутомобила.

## Прикупљање
Сакупљање налепница, најчешће сличица, је веома популарно. Како су веома разнолике и нису скупе, налепнице су веома погодне за колекционаре-почетнике. Будући да их је лако прикупити, скупљање сличица је веома често први дечији хоби.